# Qiaonan, Guangdong
Qiaonan (kinesiska: 桥南) är ett stadsdelsdistrikt (jiedao) i sydöstra Kina. Det ligger i stadsdistriktet Panyu i provinshuvudstaden Guangzhou i provinsen Guangdong, omkring 25 kilometer sydost om centrala Guangzhou. Antalet invånare är 72 695. Befolkningen består av 36 093 kvinnor och 36 602 män. Barn under 15 år utgör 15,0 %, vuxna 15-64 år 80 %, och äldre över 65 år 4,0 %.